# La Traversée des enfers
Série Maneater
Invasion au Far-West
(30 août 2009) Malibu Shark Attack
(25 juillet 2009)
Pour plus de détails, voir Fiche technique et Distribution.
La Traversée des enfers (Hellhounds) est un téléfilm canadien d'horreur réalisé par Rick Schroder et diffusé le 19 juillet 2009 sur Syfy. Il s'agit du vingtième film de la collection Maneater series.

## Synopsis
Le guerrier grec Kleitos doit traverser le territoire du Tartare et des enfers pour retrouver sa bien-aimée Demetria, enlevée par Hadès pour en faire sa promise. Il constitue un groupe de combattants pour le suivre dans sa quête. Il devra affronter bien des dangers et parmi ceux-ci les Chiens de l'enfer envoyés par le seigneur de ces lieux.

## Fiche technique
- Titre : La Traversée des enfers
- Titre original : Hellhounds
- Réalisateur : Rick Schroder
- Scénario : Paul A. Birkett et Jason Bourque d'après une histoire de Paul A. Birkett
- Production : Robert Halmi Jr., Robert Halmi Sr., Ric Nish et Michael Prupas
- Musique : Luc St. Pierre
- Photographie : Pierre Jodoin
- Montage : Simon Webb
- Distribution : Domnica Circiumaru et Chris Harris
- Décors : Guy Lalande
- Costumes : Simonetta Mariano
- Effets spéciaux de maquillage : Mari Dascalescu
- Effets spéciaux visuels : Mario Rachiele
- Pays d'origine :  Canada
- Compagnies de production : Muse Entertainment Enterprises, RHI Entertainment
- Compagnie de distribution : RHI Entertainment
- Format : Couleurs - 1.78:1 - Dolby Digital - 35 mm
- Genre : Horreur
- Durée : 90 minutes
- Date de sortie : 19 juillet 2009 (Syfy)
- interdit aux moins de 12 ans

## Distribution
- Scott Elrod : Kleitos
- Adam Butcher : Nikandros
- Amanda Brooks (en) : Demetria
- James A. Woods (en) : Theron
- Andrew Howard : Andronikus
- Ben Cross : roi Leander
- Olivia Nita : Callia
- Marius Chivu : Cleon
- Indra Ové : la voyante
- Ana Popescu : Farrah
- Oltin Hurezeanu : Hadès
- Al Goulem : voix originale d'Hadès
- Theodor Danetti (ro) : Charon
- Arthur Grosser (en) : voix originale de Charon
- Geanina Varga : Harlot

## DVD
En France, le film est sorti en DVD le 4 novembre 2010 sous le titre Hell Hounds chez Zylo au format 1.78:1 panoramique 16/9 en français et anglais sans suppléments mais avec sous-titres français. (ASIN B0042U2HZA)